# Holografie

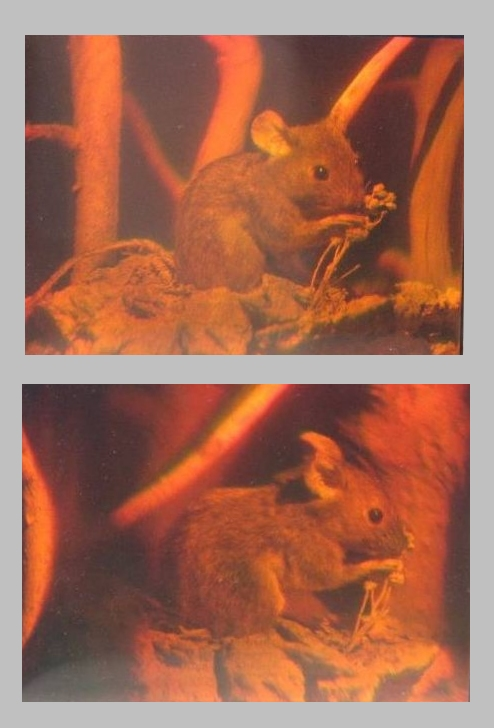
Figura 1: Două fotografii ale unei singure holograme luate din diferite poziţii

Holografia este o metodă de înregistrare a unei imagini tridimensionale pe un suport în general bidimensional. Astfel, holografia este o formă avansată a tehnicii fotografice; înregistrările obținute se numesc holograme. Aceeași metodă se poate aplica și la înregistrarea, redarea și prelucrarea datelor de altă natură decât cele vizuale.

## Istoric
Ideea holografiei îi aparține fizicianului maghiar Dennis Gabor, care în acea perioadă (1947) lucra în Marea Britanie în domeniul microscopiei electronice. Pentru această realizare Gabor a primit în 1971 Premiul Nobel pentru Fizică. Invenția sa nu a putut însă fi aplicată pe scară largă decât după 1960, o dată cu inventarea laserului.
Prima hologramă a unor obiecte tridimensionale a fost înregistrată în 1962 de fizicienii Emmett Leith și Juris Upatnieks în Statele Unite ale Americii și Yuri Denisyuk în Uniunea Sovietică. Tot în 1962, Yuri Denisyuk a combinat holografia cu descoperirile lui Gabriel Lippman (laureat al premiului Nobel în 1908) din domeniul fotografiei în culori naturale. Abordarea lui Denisyuk a dus la obținerea hologramei care, pentru prima dată, putea fi observată la lumina unui bec incandescent obișnuit.

## Principiu
Principiul holografiei optice prezintă două etape:

### Înregistrarea imaginii

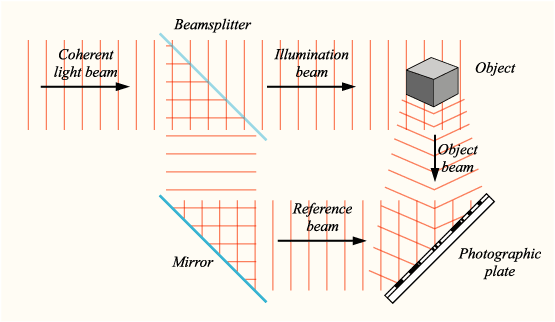
Înregistrarea imaginii

Pentru a obține o hologramă, fasciculul laser este divizat în două fascicule. Unul din acestea este reflectat pe obiect de unde ajunge pe filmul pe care se înregistrează holograma, iar celălalt este trimis direct pe filmul de înregistrare (fascicul de referință). Prin interferența fasciculului împrăștiat pe obiect și a fasciculului de referință se obține o figură cu linii microscopice luminoase și întunecoase. Figura este înregistrată pe film obținându-se o hologramă, care conține toate informațiile cu privire la amplitudinea și faza luminii difractate de către obiect.

#### Tipuri de film holografic
Emulsiile cel mai folosite pentru filmele holografice sunt cele cu halogenură de argint, gelatină dicromată și fotopolimerii.
- halogenură de argint -  se obțin imagini de foarte bună calitate, care sunt utilizate de fotografi și artiști. Aceată emulsie este mai ieftină, mai puțin fragilă, mai ușor de mânuit, dar nu asigură o calitate superioară în privința adâncimii imaginii și a rezoluției acesteia.
- gelatină dicromată (DCG) -  este un amestec de gelatină cu alte substanțe chimice, depusă pe sticlă. Dicromatele produc imagini strălucitoare în domeniul galben din vizibil. Imaginile au o adâncime mică, dar se pot observa cu ochiul liber. Această calitate le face mult utilizate în industria cadourilor.
- fotopolimerii -  sunt materialele cele mai noi utilizate la înregistrarea imaginilor. Acestea au fost introduse de Polaroid și Dupont. Fotopolimerii au un suport de plastic și sunt adecvați pentru producție de serie. Adâncimea imaginii este puțin mai mică decât în cazul cele obținute cu halogenură de argint, dar imaginile sunt mai strălucitoare și au un unghi mai mare din care pot fi observate.

### Redarea imaginii

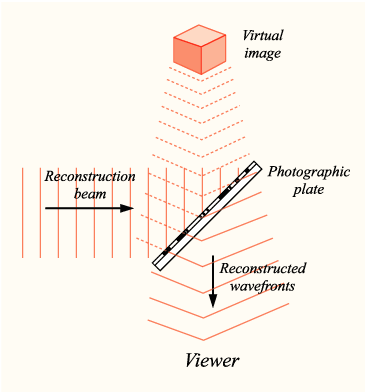
Redarea imaginii holografice

Pentru a reda imaginea înregistrată pe o hologramă trebuie să se developeze filmul și apoi așezat în poziția originală și iluminat doar cu un fascicul laser cu aceleași proprietăți cu cel cu care s-a înregistrat holograma. Figura de interferență holografică înregistrată va difracta fasciculul laser care traversează holograma și astfel se reconstruiește imaginea obiectului. Imaginea obținută are toate dimensiunile obiectului original și pare atât de reală încât observatorul este tentat să o atingă cu mâna, dar acesta întâlnește doar un fascicul de lumină focalizat.
Diferența de principiu între o fotografie obișnuită și o hologramă constă în faptul că fiecare punct al unei fotografii poartă informație despre intensitatea (eventual și culoarea) unui punct sau a unei mici zone din obiectul fotografiat, în timp ce în holografie informația despre fiecare punct din obiect este distribuită pe întreaga suprafață a hologramei. Undele electromagnetice reflectate de scena holografiată sunt înregistrate cu fidelitate de suportul holografic și reconstruite apoi la redarea hologramei. Astfel, holograma devine un fel de fereastră prin care ochiul percepe același câmp luminos pe care l-a produs anterior scena înregistrată. O analogie mai plastica ar fi comparația cu o cutie care se umple cu lumina, reproducând obiecte.
Există mai multe tipuri de holografie. O hologramă simplă se obține prin înregistrarea interferenței dintre lumina venită de la obiect cu lumina unei unde de referință. Franjele de interferență produse astfel se înregistrează pe o placă fotografică de înaltă rezoluție. După developarea plăcii, se trimite spre ea un fascicul de lumină care are aceeași poziție și distribuție ca și unda de referință folosită la înregistrare. Franjele de interferență înregistrate pe placa fotografică acționează asupra acestui fascicul ca o rețea de difracție și generează o undă difractată, undă care are aceeași formă ca și cea venită de la obiectul holografiat și produce pe retina ochiului aceeași imagine ca și obiectul real.
Holografia se deosebește de fotografia stereoscopică prin aceea că aceasta din urmă înregistrează informația sosită la două puncte din spațiu, deci nu permite modificarea perspectivei. În schimb, holograma permite observarea obiectului de la diferite distanțe și din toate direcțiile aflate în interiorul unui anumit unghi solid impus de poziția relativă a obiectului și a hologramei.

## Aplicații
În ultimii ani holografia reprezintă un instrument important în știință și tehnologie găsindu-și tot mai multe aplicații în industrie, comunicații și inginerie.

### Memorie holografică
În tehnica calculatoarelor holografia poate realiza memorii holografice de capacități mult mai mari și mai rapide decât cele existente, dar tehnologia de fabricație a acestora nu este încă pusă la punct pentru o producție de serie. Stocarea holografică de date prin care informațiile sunt stocate cu o densitate foarte mare în cristale sau fotopolimeri, este o tehnologie care are șanse să devină următoarea generație după tehnica Blu-ray, (care este limitată de difracție). În anul 2005 companii ca Optware și Maxell au produs Holographic Versatil Disc (HVD) un disc cu diametrul de 120 mm cu strat holografic care are potențialul de stocare de 3,9 TB.

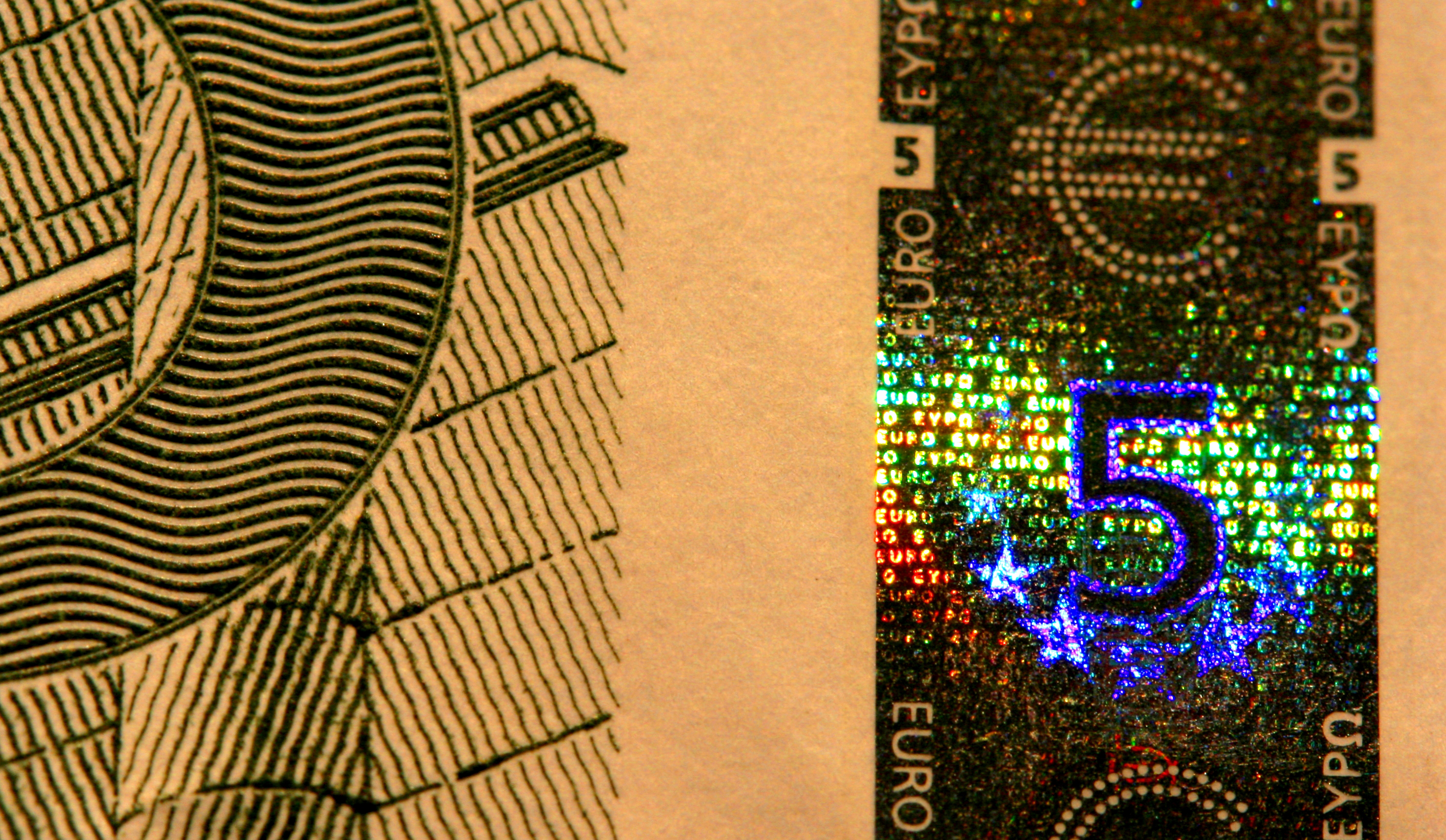
Banda holografică pe o bancnotă de 5 euro

### Securitate
Utilizarea unor mici holograme pe cărțile de credit au rolul de a preveni falsificarea acestora. Holograme mai apar pe bancnote, pe biletele emise pentru accesul la diferite manifestări culturale sau sportive, pe ambalajele originale ale programelor pentru calculator etc.

### Aviație și automobile
În industria aviatică sunt utilizate monitoare  HUD (Head-up Display) care permit piloților să vadă pe un ecran instrumentele de pe bordul avionului proiectate printr-o tehnologie holografică. Această tehnologie este aplicată și în industria auto.

### Artă
Dezvoltarea holografiei a oferit o modalitate efectivă de a crea imagini 3D de calitate. Holografia artistică sau holografia reprezentațională, a devenit o nouă artă fiind prezentă în lucrări de pictură, sculptură sau spectacole. Primul artist ce a folosit holografia a fost Salvador Dali. 

### Înghețarea timpului
Una dintre posibilitățile unice ale holografiei o constituie înghețarea timpului. Dacă un ansamblu de obiecte în mișcare este înregistrat la momentul t0 pe o hologramă, restituirea ulterioară a acestei
holograme va da o undă luminoasă reconstruită, care va fi echivalentă cu unda reflectată pe ansamblul de obiecte la momentul t0, această undă poate fi observată într-un interval de timp oricât de mare.

## Vezi și
- Principiul holografic
- Realitate augmentată

## Legături externe
- Holographyforum
- Ce este proiecția holografică și cum funcționează Arhivat în 9 mai 2021, la Wayback Machine.
- Standuri holografice și sisteme de holografie